# FMA I.Ae. 27 Pulqui I
I.Ae. 27 Pulqui I là một loại máy bay tiêm kích phản lực của Argentina được thiết kế tại "Instituto Aerotecnico" (Viện kỹ thuật khí động học) vào năm 1946. Chỉ có duy nhất 1 mẫu thử được hoàn thành, do hiệu suất kém nên máy bay không được sản xuất, đề án bị hủy bỏ và bị thay thế bằng thiết kế khác.

## Thiết kế và phát triển
Thiết kế của 27 Pulqui I do một đội kỹ sư đứng đầu là kỹ sư người Pháp Émile Dewoitine, ngoài ra còn có các kỹ sư khác như Juan Ignacio San Martín, Enrique Cardeilhac, Cesare Pallavicino và Norberto L. Morchio.
Máy bay có thân dạng bán đơn khối có mặt cắt ngang hình elip đặt một động cơ Rolls-Royce Derwent 5, lối hút khí đặt ở mũi và ống dẫn khí vào động cơ đặt xung quanh buồng lái. Việc giảm thể tích bên trong thân máy bay buộc phải đặt các thùng nhiên liệu ở cánh, do đó làm giảm đáng kể tầm hoạt động của máy bay.

## Thử nghiệm và đánh giá
Mẫu thử bay vào ngày 9/8/1947 do phi công thử nghiệm là Osvaldo Weiss điều khiển. Mẫu máy bay có lịch sử ngắn ngủi, hiệu suất của nó không đạt yêu cầu và trong khi đó các nghiên cứu về mẫu máy bay FMA IAe 33 Pulqui II đã có những kết quả khá khả quan. Tuy nhiên, vai trò của nó trong lịch sử hàng không là khá quan trọng vì nó là máy bay chiến đấu phản lực đầu tiên được phát triển và chế tạo tại Argentina và Mỹ Latin. Argentina trở thành quốc gia thứ 5 trên thế giới tự thiết kế và chế tạo được máy bay phản lực.
Mẫu thử nghiệm hiện đang trưng bày tại Museo Nacional de Aeronáutica de Argentina thuộc Không quân Argentina ("Fuerza Aérea Argentina"), ở Morón, Buenos Aires, Argentina.

## Tính năng kỹ chiến thuật (I.Ae. 27 Pulqui I)

### Đặc điểm riêng
- Tổ lái: 1
- Chiều dài: 9.69 m (31 ft 9.5in)
- Sải cánh: 11.25 m (bản thiết kế đầu), 10.50 m (bản thiết kế cuối)
- Chiều cao: 3.39 m (11 ft 1.5in)
- Diện tích cánh: 19,70 m² (bản thiết kế đầu) (212.06 ft²)
- Trọng lượng rỗng: 2,358 kg (5,198 lb)
- Trọng lượng cất cánh tối đa: 3,600 kg (7,937 lb)
- Động cơ: 1 động cơ phản lực Rolls-Royce Derwent 5, lực đẩy 1,633 kg (3,600 lbf)

### Hiệu suất bay
- Vận tốc cực đại: 720 km/h (447 mph)
- Tầm bay: 900 km (559 mi)
- Trần bay: 15,500 m (50,855 ft)

### Vũ khí
- Dự kiến được trang bị 4 khẩu pháo 20 mm ở mũi, giá treo ở dưới cánh mang được bom và rocket

### Máy bay có cùng sự phát triển
- FMA I.Ae.33 Pulqui II

### Máy bay có tính năng tương đương
- Mikoyan-Gurevich MiG-9
- Yakovlev Yak-19
- P-80 Shooting Star